# Philippe Mathy
 (juin 2019).
Si vous disposez d'ouvrages ou d'articles de référence ou si vous connaissez des sites web de qualité traitant du thème abordé ici, merci de compléter l'article en donnant les références utiles à sa vérifiabilité et en les liant à la section « Notes et références ».
Pour l’article homonyme, voir Mathy.
Œuvres principales
- Sous la robe des saisons

Philippe Mathy est un poète belge d'expression française né le 17 juillet 1956 à Manono au Congo belge (actuelle République démocratique du Congo). Depuis ses débuts poétiques en 1978, il a obtenu de nombreuses récompenses. 

## Biographie
Âgé de quatre ans, Philippe Mathy rejoint la Belgique, le pays de ses parents. Son enfance se déroule à  Saint-Denis (Mons), petit village entouré de bois et d’étangs. C’est là qu’il rencontre à l’âge de quinze ans le peintre et poète Yvon Vandycke qui lui ouvre les portes de la création contemporaine. Son premier recueil, Promesse d’île, salué par une préface de Norge, est écrit pour une bonne part à Alger durant un voyage chez son père qui y est en poste. De formation littéraire, il enseigne au Collège Notre-Dame de Tournai. En 1983, il acquiert une maison pourvue d'un grand jardin et d'un verger à Guignies, petit village de la Picardie belge. En parallèle de sa carrière d'enseignant, il écrit et publie de la poésie, voyage et se passionne de peinture sans toutefois la pratiquer. C'est ainsi qu'il fonde avec son épouse, en 1983, une galerie d'art, d'exposition et de rencontre, Le Front aux vitres (appellation empruntée à Paul Éluard), où il accueille poètes et plasticiens. Il anime cette galerie jusqu'en 2005 .
De 2015 à 2020, il est le rédacteur en chef de la revue poétique belge francophone Le Journal des poètes.

### Vie privée
Avec son épouse, Véronique, il a trois filles : Aline (1981), Mathilde (1983) et Charlotte (1985). Il partage aujourd’hui sa vie entre Brunehaut en Belgique et Pouilly-sur-Loire en Bourgogne nivernaise.

### Distinctions
- 1978 : Prix Georges Lockem décerné par l'Académie royale de langue et de littérature françaises de Belgique pour Promesse d'île[4]

- 1988 : Prix Charles Vildrac de la Société des gens de lettres pour Rue brisée[5]
- 1993 : Prix Charles Plisnier pour Debout sur un brin d'herbe
- 2002 : Prix Emma Martin pour Jardins sous les paupières
- 2009 : Prix Georges Perros pour Un automne au creux des bras
- 2013 : Prix littéraire du Parlement de la Fédération Wallonie-Bruxelles pour Sous la robe des saisons
- 2017 : Prix Mallarmé pour Veilleur d'instants[6]

## Œuvres
- Promesse d'île : poèmes 1975-1978, préf. Norge, Bruxelles, Maison internationale de la poésie, 1980.
- Célébrer silence précédé de Oiseaux et de Chablis : poèmes, Tournai : P. Mathy, 1980.
- Le Sable et l'Olivier : notes algériennes, lettre-préface de J. M. G. Le Clézio, ill. Yvon Vandycke, Mons, La Valise est dans l'atelier, coll. «Haute folie», 1984.
- L'Annibestiaire, ill. Aline Claus, Guignies, Le Front aux vitres, 1986.
- Rue brisée : poème 1981-1986, bois de Bernard Rinchon, Guignies, Le Front aux vitres, 1987.
- Rogue nuit : notes de mes nuits rauques, Lompret, Le Dépli amoureux, coll. «Plis», 1987.
- L'Atelier des saisons, ill. de Martine Mellinette, Le Chambon-sur-Lignon, Cheyne, coll. « Poèmes pour grandir », 1992.
- Debout sur un brin d'herbe, frontispice d'André Ruelle, Charlieu, La Bartavelle, coll. «Le Manteau du berger », 1992.
- Monter au monde, Mortemart, Rougerie, 1994.
- Invisible passant, préface d'André Schmitz, frontispice d'André Ruelle, Soumagne, Éd. Tétras Lyre, coll. «Bilingue» (traduction en basque par Irantzu Bustinza), 1995.
- Les Liens, poèmes, gravures originales de Bernard Rinchon, La Louvière, R.A. éd., coll. « X² », 1997.
- Le Temps qui bat, Châtelineau, Le Taillis Pré, 1999.
- Jardin sous les paupières, Châtelineau, Le Taillis Pré, 2002.
- Barque à Rome, Tournai, Éd. Les Pierres, coll. « aei eau u », 2003.
- Une eau simple, frontispice d'Elio de Gregorio, Châtelineau, Le Taillis Pré, 2005.
- Un automne au creux des bras, illustrations André Ruelle, Paris,  Éd. L'herbe qui tremble, 2009.
- Une barque, gravure sur bois d'Albert Guidolin, Soumagne, Éd. Tétras Lyre, coll. «Lettrimage», 2010.
- Barque à Rome : notes romaines, précédé de Le Sable et l'olivier : notes algériennes, peintures d'André Ruelle, Paris,  Éd. L'herbe qui tremble, 2011.
- Chemins du vent, dessins Irène Philips, trad. Christophe Bruneel, Tervuren, Medusa, 2012.
- Jardin d’attente précédé de Nul ne sait, enluminés par Serge Chamchinov, coll. Reflets, éd. Laboratoire du livre d’artiste, Granville, 2013.
- Sous la robe des saisons, peintures d'Agnès Arnould, Paris,  Éd. L'herbe qui tremble, 2013.
- Les Soubresauts du temps, frontispice de Sabine Lavaux-Michaëlis, Châtelineau, Le Taillis Pré, 2015.
- Veilleur d'instants : poèmes de Pouilly-sur-Loire, peintures de Pascale Nectoux, Paris, L'Herbe qui tremble, 2017.
- Battements crépusculaires : six poèmes en hommage à Salvatore Quasimodo (1901-1968), ill. André Ruelle, Liège, Éd. Tétras-Lyre, coll. «Accordéon», 2019.
- Étreintes mystérieuses, illustrations Sabine Lavaux-Michaelis, Mercin et Vaux, Éd. L’Ail des ours, n°5, 2020[7].
- Dans le vent pourpre, gouaches André Ruelle, Paris,  Éd. L'herbe qui tremble, 2021.